# Apis mellifera ruttneri
Apis mellifera ruttneri este o subspecie din insula Malta a albinei melifere europene (Apis mellifera).